# Lukáš Koranda
Lukáš Koranda (1 de marzo de 1989) es un deportista checo que compitió en piragüismo en la modalidad de aguas tranquilas. Ganó una medalla de plata en el Campeonato Mundial de Piragüismo de 2011, y una medalla de bronce en el Campeonato Europeo de Piragüismo de 2011, las dos en la prueba de C1 5000 m.

## Palmarés internacional
| Campeonato Mundial | Campeonato Mundial | Campeonato Mundial | Campeonato Mundial |
| Año                | Lugar              | Medalla            | Competición        |
| ------------------ | ------------------ | ------------------ | ------------------ |
| 2011               | Szeged (Hungría)   | Medalla de plata   | C1 5000 m          |
| Campeonato Europeo |                    |                    |                    |
| Año                | Lugar              | Medalla            | Competición        |
| 2011               | Belgrado (Serbia)  | Medalla de bronce  | C1 5000 m          |